# Врнавоколо
Врнавоколо (алб. Vërnakollë; до 1975 — Врнаоколо) је насеље у општини Витина, Косово и Метохија, Република Србија.

## Становништво
| Демографија | Демографија | Демографија |
| Година      | Становника  | Становника  |
| ----------- | ----------- | ----------- |